# Hatschek
| ◌̌                          | ◌̌                    |
| Diakritische Zeichen       | Diakritische Zeichen |
| Bezeichnung                | Zeichen              |
| -------------------------- | -------------------- |
| Akut, einfach              | ◌́                    |
| Akut, doppelt              | ◌̋                    |
| Breve, darüber             | ◌̆                    |
| Breve, darunter            | ◌̮                    |
| Cedille, darunter          | ◌̧                    |
| Cedille, darüber           | ◌̒                    |
| Gravis, einfach            | ◌̀                    |
| Gravis, doppelt            | ◌̏                    |
| Haken                      | ◌̉                    |
| Hatschek                   | ◌̌                    |
| Horn                       | ◌̛                    |
| Komma, darunter            | ◌̦                    |
| Koronis                    | ◌̓                    |
| Makron, darüber            | ◌̄                    |
| Makron, darunter           | ◌̱                    |
| Mittelpunkt                | ·                    |
| Ogonek                     | ◌̨                    |
| Punkt, darüber             | ◌̇                    |
| Punkt, darunter            | ◌̣                    |
| Querstrich                 | ◌̶                    |
| Ring, darüber              | ◌̊                    |
| Ring, darunter             | ◌̥                    |
| diakritischer Schrägstrich | ◌̷                    |
| Spiritus asper             | ◌̔                    |
| Spiritus lenis             | ◌̓                    |
| Tilde, darüber             | ◌̃                    |
| Tilde, darunter            | ◌̰                    |
| Trema, darüber             | ◌̈                    |
| Trema, darunter            | ◌̤                    |
| Zirkumflex                 | ◌̂                    |

Das bzw. der Hatschek oder Haček (tschechisch Háček ‚Häkchen‘), entsprechend seiner Zeichengestalt auch Winkelakzent, ist ein diakritisches Zeichen zur Kennzeichnung einer besonderen Aussprache oder Betonung eines Buchstabens. Es ist ein nach oben offener Winkel (umgekehrtes Dach) über dem Buchstaben, das optische Gegenstück zum Zirkumflex. Im Gegensatz zum ähnlich aussehenden Breve ist es spitz, nicht rund.
Die Schreibung des Tschechischen mit Diakritika geht auf das Werk Orthographia Bohemica aus dem Jahr 1406 zurück, das Jan Hus zugeschrieben wird und in dem ein punctus rotundus als Vorstufe des Hatschek eingeführt wird. Das Zeichen wurde in vielen weiteren Sprachen und Umschriftsystemen übernommen.

## Bezeichnung
Im bundesdeutschen Hochdeutsch heißt es das Hatschek, österreichisch der Hatschek. Im Tschechischen ist háček ein Maskulinum. International, insbesondere im IT-Bereich, ist für das Zeichen der Ausdruck Caron verbreitet.
In anderen Sprachen:
- tschechisch háček, Häkchen, Diminutiv zu hák ‚Haken‘
- slowakisch mäkčeň
- obersorbisch hóčka[7]
- niedersorbisch kokulka[8]
- slowenisch strešica, ugs. kljukica oder klinček
- kroatisch kvačica
- finnisch hattu ‚Hut‘
- polnisch daszek
- serbisch квака
- ungarisch hacsek
- englisch haček, wedge, seit 1967 auch caron[9]

## Verwendung
- Das Hatschek kommt in einigen lateinisch geschriebenen west- und südslawischen Sprachen wie Tschechisch (č, ď, ě, ň, ř, š, ť, ž), Slowakisch (č, ď, dž, ľ, ň, š, ť, ž), Obersorbisch (č, ě, ř, š, ž), Niedersorbisch (č, ě, š, ž), Slowenisch (č, š, ž), Kroatisch (č, dž, š, ž), Serbisch bei Verwendung des lateinischen Alphabets (č, dž, š, ž) und Bosnisch (č, dž, š, ž) vor.[10]
- In der belarussischen Łacinka kann das Zeichen auch verwendet werden, um eine Lautverschiebung hin zu einem Gaumenlaut (Palatalisierung) in der Orthographie anzuzeigen (č, š, ž).
- In nichtslawischen Sprachen wie Lettisch, Litauisch (baltische Sprachen) und Samisch findet dieses Zeichen ebenfalls Verwendung. Es wurde aus den westslawischen Sprachen übernommen.
- Im Finnischen und Estnischen tritt das Zeichen in einigen Fremd- und Lehnwörtern auf.
- Daneben wird ein Hatschek auch bei der wissenschaftlichen Transliteration nichtlateinischer Schriften verwendet, z. B. Kyrillisch, Hebräisch, Armenisch.
- Für die offizielle Lautumschrift des Hochchinesischen (Pinyin) wird das Zeichen verwendet, um den dritten Ton (fallend-steigend) zu bezeichnen (siehe Töne des Hochchinesischen).
- In modernen Druckschriften wird das Zeichen auf dem Großbuchstaben L sowie auf den Kleinbuchstaben d, l und t häufig in einer Form ähnlich einem Komma rechts oben neben dem Grundzeichen dargestellt.
- Das Internationale Phonetische Alphabet nutzt den Hatschek, um eine steigende Tonhöhe zu markieren.[11]

## Darstellung auf dem Computer

### Zeichensätze
Im Zeichensatz ASCII kommt das Hatschek nicht vor. In den Zeichensätzen der ISO-8859-Familie kommen ausgewählte Zeichen mit Hatschek vor.
Unicode enthält weitere fertig zusammengesetzte Zeichen mit Hatschek (engl. „caron“) und kann beliebige Zeichen mit Hatschek durch Nachstellen eines kombinierenden Hatscheks darstellen:
| ˇ       |   | Caron                             | Unicode U+02C7 (HTML: &caron;)                     |
| ˇ       |   | kombinierendes Caron              | Unicode U+030C (Eingabe nach Zeichen mit Hatschek) |
| Ǎ       | ǎ | A mit Caron                       | Unicode U+01CD, U+01CE                             |
| Č       | č | C mit Caron                       | Unicode U+010C, U+010D                             |
| Ď       | ď | D mit Caron                       | Unicode U+010E, U+010F                             |
| Ě       | ě | E mit Caron                       | Unicode U+011A, U+011B                             |
| Ǧ       | ǧ | G mit Caron                       | Unicode U+01E6, U+01E7                             |
| Ȟ       | ȟ | H mit Caron                       | Unicode U+021E, U+021F                             |
| Ǐ       | ǐ | I mit Caron                       | Unicode U+01CF, U+01D0                             |
|         | ǰ | kleines j mit Caron               | Unicode U+01F0                                     |
| Ǩ       | ǩ | K mit Caron                       | Unicode U+01E8, U+01E9                             |
| Ľ       | ľ | L mit Caron                       | Unicode U+013D, U+013E                             |
| Ň       | ň | N mit Caron                       | Unicode U+0147, U+0148                             |
| Ǒ       | ǒ | O mit Caron                       | Unicode U+01D1, U+01D2                             |
| Ř       | ř | R mit Caron                       | Unicode U+0158, U+0159                             |
| Š       | š | S mit Caron                       | Unicode U+0160, U+0161                             |
| Ť       | ť | T mit Caron                       | Unicode U+0164, U+0165                             |
| Ǔ       | ǔ | U mit Caron                       | Unicode U+01D3, U+01D4                             |
| Ž       | ž | Z mit Caron                       | Unicode U+017D, U+017E                             |
| ǙAnm. 1 | ǚ | U mit Trema und Caron             | Unicode U+01D9, U+01DA                             |
| Ǯ       | ǯ | Ʒ mit Caron                       | Unicode U+01EE, U+01EF                             |
| ǅ       | ǆ | Ǳ (Ligatur aus D und Z) mit Caron | Unicode U+01C4, U+01C5                             |

Es ist zu beachten, dass diese Codes auch dann verwendet werden, wenn das Hatschek auf d, l, L und t in Kommaform dargestellt wird.
Anm. 1 Zur Verwendung des Zeichens Ǚ und ǚ (Ü mit Caron) siehe Pinyin: Platzierung des Tonzeichens

### TeX und LaTeX
TeX und LaTeX können beliebige Zeichen mit Hatschek darstellen. Es gibt dazu zwei verschiedene Befehle:
- im Textmodus für den Textsatz erzeugt \v{a} ein ǎ (Mit  \usepackage[T1]{fontenc} oder \usepackage[Czech]{babel} werden auch l, d und t richtig akzentuiert.)
- im mathematischen Modus für den Formelsatz erzeugt \check a die Formel {\displaystyle {\check {a}}}

### Eingabe
Mit der deutschen Standard-Tastaturbelegung E1 wird das Zeichen als Alt Gr+t eingegeben. Diese Kombination wirkt als Tottaste, d. h. ist vor dem Grundbuchstaben einzugeben (auch dann, wenn das Hatschek wie bei den Buchstaben d/L/l/t hinter dem Buchstaben erscheint).
Unter Linux und BSD können in neueren Versionen von X.org Zeichen mit dem Hatschek durch die Tastenfolge Kompositionstaste, C, Buchstabe eingegeben werden, ě also durch Kompositionstaste, C, E. Das c stammt von der englischen Bezeichnung „caron“.
Alt Gr+Umschalttaste+ä ist mit ˇ belegt, das, wenn es als Tottaste eingestellt ist, die Erstellung von Buchstaben mit Hatschek erlaubt.
Die Neo-Tastaturbelegung ermöglicht die direkte Eingabe über eine Tottaste, die man mit ⇧ + Tottaste 1 erreicht. ě wird also durch ⇧ + Tottaste 1, E  erzeugt.
Eine weitere Möglichkeit in verschiedenen Windows-Programmen ist, bei durchgängig gedrückter Alt-Taste den ggf. mit der Ziffer 0 beginnenden Dezimalcode des Zeichens auf dem Nummernblock einzugeben. Nach Loslassen der Alt-Taste erscheint das gewünschte Zeichen. Beispiel: Č durch Alt+0268.

## Übertragene Bedeutung
Während der Zeit von 1850 bis 1910 kamen unter anderem viele Tschechen nach Wien – oft als einfache Arbeiter, viele davon als so genannte „Ziegelbehm“ –, was die österreichische Sprache, insbesondere das Wienerische, beeinflusste. Ebenso wurden die in Wien vorkommenden Familiennamen beeinflusst, was vom Kabarettisten Georg Kreisler um 1960 in seiner Telefonbuchpolka thematisiert wurde.
So sagt man noch heute umgangssprachlich in Wien „Mach deinen Hatschek drunter“, wenn man jemanden auffordert, mit seinem Monogramm oder seiner Unterschrift einen Text zu unterzeichnen, obwohl auch die meisten slawischen Namen ohne Hatschek geschrieben werden. Es wird synonym zur Aussage „Mach deine drei Kreuze drunter“ verwendet.